# Clubhouse (aplikace)
Clubhouse je sociální síť určená pro audio chat. Byla spuštěna v roce 2020. Má podobu aplikace pro iPhone a Android. Zpočátku bylo možné stát se členem pouze na pozvání, toto omezení padlo v červenci 2021. Nyní je síť otevřená komukoli. Clubhouse vyvíjí firma Alpha Exploration Co. V prosinci 2020 byla naceněna na téměř 100 milionů amerických dolarů a 21. ledna 2021 toto nacenění dosáhlo jedné miliardy dolarů.

## Historie
Clubhouse byl spuštěn pro operační systém iOS v dubnu 2020. Aplikace si získala popularitu během prvních měsíců pandemie covidu-19 – zejména po investici ve výši 12 milionů dolarů od firmy Andreessen Horowitz v květnu 2020. V prosinci 2020 měla aplikace 600 000 registrovaných uživatelů a zůstala přístupná pouze na pozvání. V lednu 2021 vývojáři oznámili, že začnou „brzy“ pracovat na verzi pro Android.  V únoru 2021 aplikace výrazně vzrostla na popularitě poté, co se v klubu GOOD TIME uskutečnil rozhovor s Elonem Muskem.

## Funkce
Clubhouse nabízí možnost připojit se do klubů a virtuálních místností a následně si povídat o různých tématech jako jsou například hudba, networking, randění, politické diskuse a mnoho dalších. Mezi příklady mnoha klubů v Clubhouse patří GOOD TIME club, Startup Club, Fit, Black Wealth Matters, Leadership Reinvented, Music & Technology, Dear Young Queen, Health Is Wealth, Designkinds the Multi Creatives, NBA Fan Club, Smiling & Positivity, Afropolitan Lounge, Muslims & Friends, The Dacha, The Legacy Think Tank, Reinventing Health \ Care, The True Love Society, TikTok Marketing Secrets a Astrology and Metaphysics Club. Tato síť je také známá svou popularitou u celebrit, přičemž mezi členy patří například Drake, Kevin Hart a Tiffany Haddish.